# Paolo Gasparini (scienziato)
Paolo Gasparini (Napoli, 4 maggio 1937 – Pisa, 27 luglio 2016) è stato un vulcanologo e fisico italiano, professore emerito di Fisica terrestre dell'Università degli Studi di Napoli Federico II e direttore dell'Osservatorio Vesuviano dal 1971 al 1983.

## Biografia
Da bambino osservò l'eruzione del Vesuvio del 1944 da Sant'Anastasia. Iscrittosi alla facoltà di ingegneria, la abbandonò, dopo aver ricevuto un 18 ad un esame il cui docente era Renato Caccioppoli. Si iscrisse così a geologia, laureandosi con lode nel 1961 con una tesi sulla Radioattività dell’Isola d’Ischia. Divenuto assistente ordinario alla cattedra di Fisica Terrestre nel 1964, passò alla libera docenza nel 1967. Grazie ad una borsa di studio della Nato, ebbe la possibilità di recarsi in Texas alla Rice University per approfondire le sue conoscenze sulla radioattività delle rocce. Invitato a Berkeley presso il Lawrence Radiation Laboratory, pubblicò per la Elsevier il libro Gamma-ray spectrometry of rocks.
Rientrato in Italia nel 1969 formò un suo gruppo di ricerca, per studiare la radioattività delle rocce e la loro geocronologia.
Nel 1970 divenne ordinario di Fisica Terrestre presso l'Università dell'Aquila e nel 1973 presso quella di Napoli, oltre alla nomina a direttore dell'Osservatorio Vesuviano in seguito al pensionamento di Giuseppe Imbò. Nel corso della sua carriera ha ricoperto vari incarichi tra cui quello di presidente della International Association of Volcanology and Chemistry of the Earth's Interior e direttore del Gruppo Nazionale di Vulcanologia. Grazie ai suoi studi, fu possibile identificare i maggiori serbatoi magmatici dei vulcani partenopei.

## Opere
Di seguito si riporta l'elenco delle opere:
- The Tomoves Seismic Projet: Looking Inside Mt. Vesuvius: Methods and Results, (con Aldo Zollo e Antonella Bobbio), (CUEN),  SBN NAP0345820.
- Sul comportamento del torio e dell'uranio nel processo di differenziazione magmatica, (Annali dell'Osservatorio vesuviano),  SBN GEA0145301.
- Radioactivity of the lavas of the island of Ischia, (Annali dell'Osservatorio vesuviano),  SBN GEA0145243.
- Rilievo gravimetrico dell'isola di Procida, (con Giuseppe Imbò e Vito Bonasia), (Annali dell'Osservatorio vesuviano),  SBN GEA0145282.
- Spettrometria gamma di lave etnee, (Annali dell'Osservatorio vesuviano),  SBN GEA0145294.
- Aspetti dell'evoluzione magmatica del Vulcano di Roccamonfina attraverso misure di radioattività, (con Lucia Civetta e Antonio Rapolla), (Annali dell'Osservatorio vesuviano),  SBN GEA0145203.
- Contributo allo studio dell'evoluzione magmatica del Vulture mediante misure di radioattività, (con V. Bonasia), (Annali dell'Osservatorio vesuviano),  SBN GEA0145217.
- Contributo allo studio dell'evoluzione magmatica del Vulture mediante misure di radioattività, 1965, (Genovese),  SBN NAP0385291.
- Contributo allo studio di alcune forme crateriche in prossimità del monte Massico, Caserta mediante misure di gravità, (Annali dell'Osservatorio vesuviano),  SBN GEA0145219.
- Alcuni problemi connessi alla datazione K - A di rocce vulcaniche Quaternarie, (con Lucia Civetta), (Annali dell'Osservatorio vesuviano),  SBN GEA0145198.
- Caratteristiche petrochimiche e fisiche della lava emessa dallo Stromboli nell'aprile del 1967, (Annali dell'Osservatorio vesuviano),  SBN GEA0145207.
- Gamma-ray spectrometry of rocks, (con John A. S. Adams), 1970, (Elsevier),  SBN GEA0016945.
- Distribuzione di Th. U e K nelle rocce Precambriane della Norvegia meridionale, (con P. Cappello), 1971,  (Stabilimento tipografico G. Genovese),  SBN UBO3876006.
- Fractionation of the 238U decay series in the zeolitization of volcanic ashes, 1971, (con Giuseppe Capaldi e Lucia Civetta), (Pergamon press),  SBN UBO4484822.
- Fractoniation of the 238U decay series in the zeolitization of volcanic ashes, 1971, (con Giuseppe Capaldi e Lucia Civetta), (Pergamon press),  SBN UBO3877973.
- Rapporto sull'attività nel 1971, 1971, (Osservatorio vesuviano),  SBN UBO3876015.
- Rapporto sull'attività nel 1972, 1972, (Osservatorio vesuviano),  SBN UBO3866046.
- Rapporto sull'attività nel 1973, 1973, (Osservatorio Vesuviano),  SBN UBO3842518.
- Seismic design standards for the island of Ischia, (con G. Abbate e G. Troncone), 1973, (Edigraf),  SBN NAP0695773.
- La struttura dell'Appennino e i terremoti, (con Bruno D'Argenio), 1973, (S.l.),  SBN PUV0690526.
- General Assembly International Union of Geodesy and Geophhysics: Volcanology and chemistry of the earth's interior Italian National Report to IAVCEI, 1975, (CNR),  SBN UBO3842995.
- Volcanic history of the island of Ischia (South Italy), (con G. Capaldi e L. Civetta), 1976,  SBN RMS2938544.
- L'Italia nell'ambito dell'evoluzione del Mediterraneo: atti del 67. congresso della Società geologica italiana, 1977, (Pacini Mariotti),  SBN GEA0010952.
- Problemi di geofisica: dallo spazio al nucleo terrestre, (Le Scienze), 1977,  SBN RAV0046265.
- Problemi di geofisica: dallo spazio al nucleo terrestre, (Le scienze), 1977,  SBN CFI0841847.
- Sismologia e tettonica a zolle nell'area mediterranea,  SBN GEA0164555.
- La valutazione degli effetti dei terremoti storici: seminario sui metodi di interpretazione dei dati sismici storici, (con G. Ferrari e D. Postpischi), 1979,   SBN UBO3873800.
- Criteri per la rappresentazione automatica dei dati ipocentrali, (con D. Postpischi), 1980,  SBN UBO3873779.
- Fisica della terra solida, (con Marta S. M. Mantovani, 1981, (Liguori),  SBN LO10069441.
- I vulcani, (contributi di F. Barberi), 1983, (Le Scienze),  SBN UFI0235069.
- Fisica della terra solida, (con Marta S. M. Mantovani), 1984, (Liguori),  SBN RLZ0169049.
- Fisica della terra solida, (con Marta S. M. Mantovani), 1984, (Liguori),  SBN UFI0232352.
- Temperature dependence of Radon diffusion from some rocks and minerals, (con M. S. M. Mantovani and F. B. Ribeiro),  SBN GEA0246858.
- Modelli fisici del processo di frattura e movimenti del suolo durante i terremoti: implicazioni per l'ingegneria sismica, (con R. Scarpa e A. Zollo),  SBN GEA0155413.
- L'attività vulcanica, (contributi di E. Bonatti), 1987, (Le scienze),  SBN RAV0105693.
- L'attività vulcanica, (Le Scienze), 1987,  SBN RLZ0264435.
- Un viaggio al Vesuvio: il Vesuvio visto attraverso diari, lettere e resoconti di viaggiatori, (con Silvana Musella, Giuseppe Galasso e Giuseppe Luongo), (Liguori), 1991,  SBN MIL0091562.
- Volcanic seismology, (con R. Scarpa e K. Aki), 1992,  SBN PUV0147510.
- Volcanic seismology, (con R. Scarpa e K. Aki), 1992,  SBN AQ10005554.
- Viaggio all'Etna, (con Lazzaro Spallanzani, 1994, (CUEN),  SBN CFI0285039.
- International workshop Magnetic, electric and electromagnetic methods in seismology and volcanology, (con Antonio Meloni e Domenico Patella), 1997,  SBN RT10077361.
- Magnetic, electric and electromagnetic methods in seismology and volcanology: international workshop, (con Antonio Meloni e Domenico Patella), 1995,  SBN EVE0002256.
- Data related to eruptive activity, unrest phenomena and other observations on the italian active volcanoes: geophisical monitoring of the italian active volcanoes 1993-1995, (P. Gasparini editor),  SBN GEA0141961.
- Physics of volcanic phenomena and eruption precursors, (con Giuseppe De Natale e Ugo Coppa Bologna), 1999,  SBN EVE0002263.
- La terra inquieta: difendersi da terremoti ed eruzioni, 2000, (F. Di Mauro),  SBN LO10547284.
- Earthquake Early Warning Systems, 2007, (Paolo Gasparini, Gaetano Manfredi, Jochen Zschau editors),  SBN RMS2047338.
- Resilience and sustainability in relation to natural disasters: a challenge for future cities, (con Gaetano Manfredi e Domenico Asprone), 2014, SBN PMI0024381.
- Spettrometria gamma di lave etnee, (Annali dell'Osservatorio vesuviano),  SBN GEA0145294.